# Kirke og kultur
Kirke og kultur är en norsk tidskrift grundad 1894 av Christian Bruun och Thorvald Klaveness.
Tidskriften hette ursprungligen For kirke og kultur och vill betona kyrkans och den sekulariserade kulturen gemensamma uppgifter och arbetsmöjligheter. Redaktörerna söker överbrygga spänningarna mellan kyrkan och samhället. 